# Pro Ötztaler 5500
Pro Ötztaler 5500 er et østrigsk endagsløb i landevejscykling som arrangeres i august. Løbet blev for første gang arrangeret i 2017. Løbet er af UCI klassificeret med 1.1 og er en del af UCI Europe Tour.

## Vindere
| År   | Vinder          | Toer         | Treer          |
| ---- | --------------- | ------------ | -------------- |
| 2017 | Roman Kreuziger | Simon Špilak | Giulio Ciccone |